# Spheneuolena
Spheneuolena är ett släkte av tvåvingar. Spheneuolena ingår i familjen Richardiidae.
Kladogram enligt Catalogue of Life:
| Spheneuolena | \| \| Spheneuolena cuneipennis \| \| \| \| \| \| Spheneuolena ichneumonea \| \| \| \| |
|              | \| \| Spheneuolena cuneipennis \| \| \| \| \| \| Spheneuolena ichneumonea \| \| \| \| |
|              | Spheneuolena cuneipennis                                                              |
|              |                                                                                       |
|              | Spheneuolena ichneumonea                                                              |
|              |                                                                                       |